# Prowincja Amnat Charoen
Amnat Charoen (อำนาจเจริญ) – jedna z prowincji (changwat) Tajlandii. Sąsiaduje z prowincjami Ubon Ratchathani, Yasothon i Mukdahan oraz z laotańską prowincją Saravane.
Prowincja znajduje się w dolinie rzeki Mekong.